# 大西卓哉
大西 卓哉（おおにし たくや、1975年（昭和50年） - ）は、東京都出身のJAXA宇宙飛行士。前職は旅客機パイロット（全日本空輸ボーイング767型機副操縦士）。

## 来歴

### JAXA以前
目黒区立宮前小学校、聖光学院中学校・高等学校を経て、1998年（平成10年）3月に東京大学工学部航空宇宙工学科を卒業後、全日本空輸に入社。全日空ではボーイング767型機の副操縦士として、国内線、国際線両方で運航に従事した。

### 宇宙飛行士として
2009年（平成21年）2月、宇宙航空研究開発機構（JAXA）第31期宇宙飛行士訓練生に選抜された。日本の宇宙飛行士はこれまで科学者・技術者で占められていたが、31期では船長になる人材を採用する意図を持って選抜が行われたため、最終選考には油井亀美也（自衛隊）、エアーニッポン機長、海上保安官と4人の現役パイロットが残っていた（ドキュメント宇宙飛行士選抜試験）。結果として大西と油井に加え、 第1補欠となった医師の金井宣茂が訓練生入りを果たした。
2011年7月、基礎訓練が終了しJAXA宇宙飛行士として認定された。同年10月、フロリダ州海底でのNASA極限環境ミッション運用訓練 (NEEMO15) に参加。2013年11月、国際宇宙ステーション (ISS) 第48/49次長期滞在員に任命された。
2016年7月7日10時36分 (JST)、大西とロシアのアナトリー・イヴァニシン、アメリカのキャスリーン・ルビンズの3名を乗せたソユーズMS-01宇宙船はカザフスタンのバイコヌール宇宙基地からソユーズロケットで打ち上げられ、所定の軌道に到達した。9日13時06分 (JST) にISSにドッキング。約4か月滞在した後10月30日に帰還した。この際出身校の聖光学院中学校・高等学校では生徒と校内のラ・ムネホールで祝福通信や大西からのメッセージ配信が行われた。またその後大西は同校を訪問した。本人によると、同校の校旗を宇宙に持っていったようである。
2025年、ISSへの長期滞在に向けての訓練をJAXAで継続しており、同年3月以降に予定されている滞在ではISS船長（ISSコマンダー）を担う予定。
逸話としては、2025年8月、国際宇宙ステーション（ISS）に船長として滞在中の大西卓哉宇宙飛行士（49）が6日までに、X（旧ツイッター）を更新。　7日に迫った地球への帰還を前に「『地球か・・・何もかもみな懐かしい』」と、長い航海を経て地球に帰還する名作宇宙アニメの宇宙戦艦艦長の50年前の名言をポストした。（日刊スポーツ）